# Bibendum
Bibendum (Bib) és la mascota de l'empresa francesa de pneumàtics Michelin. Va fer la primera aparició publicitària l'any 1898.
El seu disseny s'ha anat modernitzant i afinant al llarg dels anys, sense deixar mai de ser l'emblema de la companyia.

## Història de Bibendum

### Origen
El seu origen es deu a una complementació d'idees. Per una banda, l'any 1893, André Michelin llança en una conferència al Col·legi d'Enginyers Civils de París la frase que esdevindria el lema de la companyia: "Els pneumàtics es beuen els obstacles." 
En 1894, l'empresa de pneumàtics Michelin va estar present a l'Exposició Universal i colonial de Lió. Allà es va col·locar una pila de pneumàtics a l'entrada del lloc. Després d'observar-lo, Édouard Michelin va dir al seu germà  André: "Mira, amb braços, seria un home!" ( Regarde, avec des bras, ça ferait un bonhomme! ).  Cal recordar que en Bibendum és, en realitat, una pila de pneumàtics.
Quatre anys més tard (1897), André coneix al dissenyador francès  Marius Rossillon, popularment conegut com a O'Galop. Aquest li va mostrar un treball que havia realitzat per a una cerveseria de Múnic (la qual ho va rebutjar). El cartell mostra un home sostenint un gran got de cervesa sota la frase "Nunc est Bibendum" (Ara és el moment de beure). André Michelin tot recordant la seva frase "els pneumàtics es beuen els obstacles", va relacionar Bibendum amb "bevedor d'obstacles", i la figura del bavarès, amb la de la pila de pneumàtics de l'Exposició Universal de Lió que havia esmentat el seu germà. Va suggerir a O'Galop que substituís a l'home per un individu fet de pneumàtics. El disseny de la mascota es deu al mateix O'Galop.
Així va néixer el famós personatge representatiu de la marca Michelin. Un esbós va ser llançat a l'abril de 1898; una gran figura feta de pneumàtics sosté un got ple de vidres trencats i claus. Al seu costat veiem els altres convidats que es "desinflen". Al lema "Nunc est Bibendum", l'acompanya un "A la seva salut" ( À votre santé ) "Els pneumàtics Michelin s'empassen els obstacles" ( Le pneu Michelin boit l'obstacle! ). Michelin farà servir aquest cartell durant quinze anys llançant diferents versions.

### Bibendum com a símbol
Des d'aquest moment, Michelin i O'Galop començarien una llarga i fructífera col·laboració, sent el primer cartell publicat a la premsa l'any 1899. A poc a poc, amb el suport d'una sèrie de cartells entre 1901 i 1913, la popularitat de Bibendum va començar a créixer i va arribar a ser adoptat com la marca publicitària dels pneumàtics francesos.
En aquests inicis, Bibendum és representat amb ulleres i amb un cigar pur a la boca. També solia aparèixer amb un ganivet sobre els seus competidors plens de sang, però aquest enfocament es va deixar de banda ràpidament desenvolupant una publicitat més pacífica. Penjat en vehicles publicitaris, Bibendum fa presència en circuits automobilístics, al Tour de França i en les desfilades de carnaval a Niça i París.
A finals de la dècada de 1900, el ninot comença a estar present en tot tipus d'esdeveniments esportius. El 1908, es va crear una oficina de turisme i Bibendum es fa omnipresent en la premsa i en diverses obres publicades (guies, mapes, rutes, fullets, postals ...). Tot això va fer que la seva imatge comencés a ser present més enllà de França. L'any 1927, es podia veure en tallers, en els cotxes, a les llars i en forma de xocolata per als nens. No obstant això, ja a l'any 1930, la companyia va frenar aquest creixement, i va limitar l'ús de Bibendum als mapes i guies de viatge. Durant la dècada de 1960, Bibendum va deixar de fumar el seu cigar i va perdre pes.

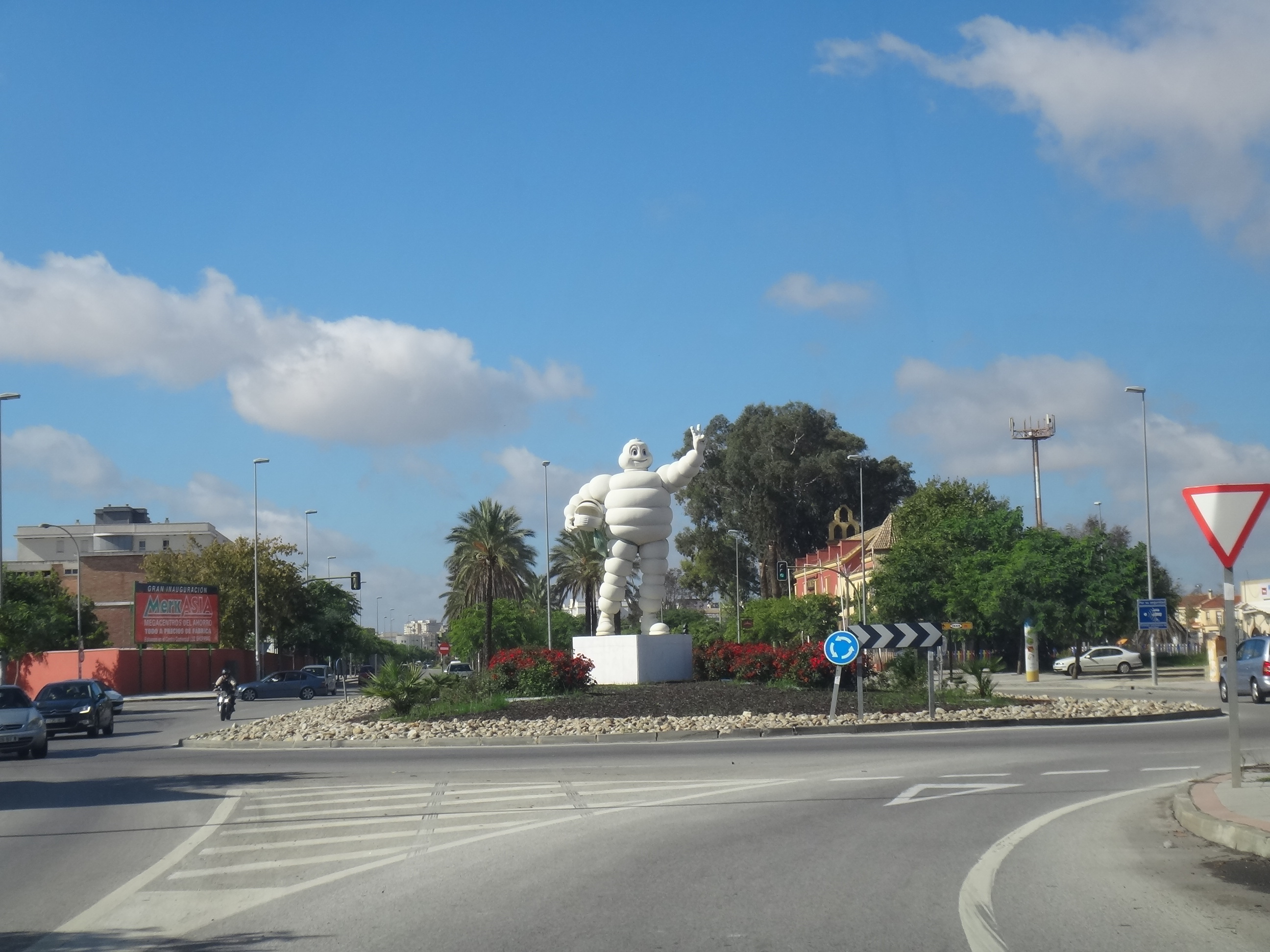
Monument a Jerez de la Frontera

### Evolució del símbol de Michelin
L'aspecte de Bibendum va anar canviant dràsticament al llarg del temps patint una veritable metamorfosi. A partir de l'any 1963, i al llarg de la dècada de 1970, Michelin va organitzar jocs de platja amb animadors disfressats de Bibendum. Bibendum va seguir sent l'ambaixador ideal per promoure pneumàtics, mapes de carreteres, guies turístiques o les guies d'hotels per tot el món.
Per celebrar el centenari de la seva il·lustre mascota, un nou logotip va ser presentat l'any 1998 sota la direcció d'Edouard Michelin. L'home michelin ha perdut part de les seves corbes i la seva silueta és ara més prima.

### Curiositats

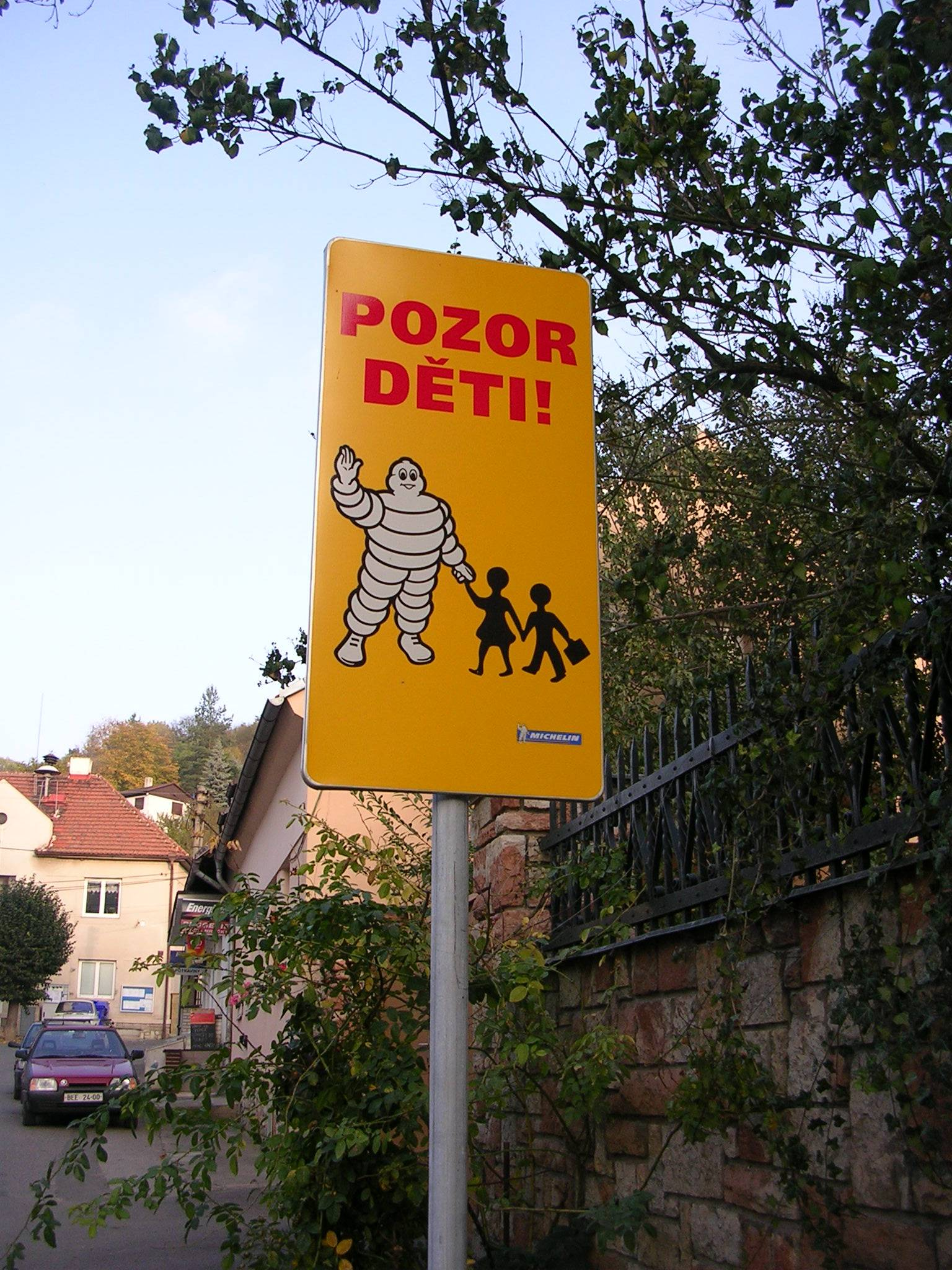
Bibendum en un senyal a la República Txeca

- L'any 2000, Bibendum va ser nomenat el millor logotip del segle per un jurat internacional.

- El centenari de 1998 també va veure la creació de la Michelin Challenge Bibendum, que se celebra cada any des de llavors (a excepció de 1999). A partir del 2009, es van desenvolupar anuncis de televisió animats amb el protagonisme de Bibendum.

- Bibendum va fer una breu aparició en la sèrie Astèrix, com un comerciant de carros (en la versió original en francès, es va utilitzar la mascota del guerrer gal de l'empresa Antar.)

- La banda francesa de ska Tryo, va compondre una cançó sobre Bibendum en el seu àlbum  Grain De Sabre . 'Monsieur Bibendum, il est vraiment enorme / Monsieur Bibendum, le bonheur en personne' ('Senyor Bibendum, és realment enorme, Senyor Bibendum, la felicitat en persona').[4]

- A Logorama, animació guanyadora d'un Oscar de l'any 2009, el ninot de Bibendum encarna els policies, al xèrif i a un esquadró de SWAT que lluiten per capturar un violent criminal representat per Ronald McDonald.

- El net d'O'Galop va fer un documental animat de 52 minuts emès a la televisió francesa, fent un homenatge al dissenyador gràfic de Bibendum. La pel·lícula es diu  O'Galop [5]